# Abdullah ibn Humeid
Abdullah ibn Muhammad ibn Humeid (arab. عبد الله بن حميد, ur. 1908 w Rijadzie, zm. 1981) – saudyjski sędzia, eseista i imam Wielkiego Meczetu w Mekce.

## Życiorys
W dzieciństwie stracił wzrok. Gdy był młody, bardzo chętnie lubił się uczyć na pamięć Koranu. Wyróżniał się w wielu dziedzinach i uczył się u rijadzkich szejków. Jeden z nich, Muhammad ibn Ibrahim Al asz-Szejk, mianował go nauczycielem początkujących i jego asystentem.
W latach 1922–1942 pełnił funkcję sędziego. Zrezygnował z niej, by całkowicie poświęcić się duchowieństwu.

## Poglądy religijne
Otwarcie się deklarował jako zwolennik dżihadu, który definiował jako świętą wojnę w sprawie Allaha. Uważał, że Allah wysłał Mahometa do walki z politeistami, poganami i bałwochwalcami. Wierzył też, że Allah nakazał muzułmanom walczyć przeciwko żydom i chrześcijanom, jeśli nie przyjmą islamu i dopóki nie zapłacą dżizji. Według Humeida, dopóki poganie, żydzi i chrześcijanie sprzeciwiają się rządom muzułmańskim, pokój z nimi nie wchodzi w grę.